# ترتيب الأسبقية الإسباني
يُحدد ترتيب الأسبقية في مملكة إسبانيا في الوقت الحالي بموجب المرسوم الملكي 2099/1983. يحدد المرسوم ترتيب الأسبقية للأنشطة الرسمية الوطنية بالإضافة إلى الأنظمة المشتركة للأنشطة التي تنظمها البلديات والمجتمعات المحلية المستقلة وغيرها من المؤسسات العامة. 

## ترتيب الأسبقية
1. الملك (باعتباره العاهل)
2. أفراد العائلة الملكية (Familia Real)
  1. الملكة (باعتبارها قرينة الملك)
  2. ولي العهد (الوريث)
  3. بقية أبناء الملك
  4. الملك السابق وقرينته
  5. إنفانتي أفراد العائلة الحاكمة حسب الترتيب في حق الخلافة
3. رئيس الحكومة (رئيس الوزراء)
4. رئيس مجلس النواب
5. رئيس مجلس الشيوخ
6. رئيس المحكمة الدستورية
7. رئيس المجلس العام للجهاز القضائي والمحكمة العليا
8. نواب رئيس الحكومة
  1. نائب رئيس الحكومة ووزير الرئاسة
9. وزراء الحكومة
  1. وزير الشؤون الخارجية والتعاون
  2. وزير العدل
  3. وزير الدفاع
  4. وزير الخزانة
  5. وزير الداخلية
  6. وزير التنمية
  7. وزير التربية والتعليم
  8. وزير العمل
  9. وزير الطاقة والسياحة والأجندة الرقمية
  10. وزير الزراعة والأغذية والبيئة
  11. وزير الرئاسة (الذي يشغله حاليًا نائب رئيس الوزراء)
  12. وزير الاقتصاد والقدرة التنافسية
  13. وزير الصحة والسياسة الاجتماعية والمساواة
10. عميد السلك الدبلوماسي - السفير البابوي
11. السفراء المعتمدين لإسبانيا
12. رؤساء الوزراء السابقين بأمر الحيازة
13. رؤساء المناطق المستقلة في إسبانيا، حسب تريتب الإنشاء
  1. رئيس حكومة منطقة إقليم الباسك
  2. رئيس حكومة كاتالونيا
  3. رئيس حكومة منطقة غاليسيا
  4. رئيس حكومة إقليم أندلوسيا
  5. رئيس منطقة أستورياس
  6. رئيس منطقة كانتابريا
  7. رئيس منطقة لا ريوخا
  8. رئيس منطقة مرسية
  9. رئيس حكومة منطقة بلنسية
  10. رئيس منطقة أرغون
  11. رئيس قشتالة-لا مانتشا
  12. رئيس جزر الكناري
  13. رئيس منطقة نافارا
  14. رئيس إكستريمادورا
  15. رئيس جزر البليار
  16. رئيس منطقة مدريد
  17. رئيس منطقة قشتالة وليون
  18. رئيس بلدية سبتة
  19. رئيس بلدية مليلية
14. قائد المعارضة
15. رئيس بلدية مدريد
16. رئيس ديوان الملك
17. رئيس مجلس الدولة
18. رئيس محكمة الحسابات
19. المدعي العام للدولة
20. أمين ديوان المظالم
21. وزراء الدولة والموظفون المستقلون حسب أسبقية وزاراتهم
22. رئيس أركان الدفاع
23. رئيس أركان الجيش
24. رئيس الأركان البحرية
25. رئيس أركان القوات الجوية
26. نواب رئيس مجلس النواب ومجلس الشيوخ
27. رئيس المجلس الأعلى للقضاء العسكري
28. مندوب الحكومة في مدريد
29. نائب المفتش العام للمنطقة العسكرية الأولى
30. رئيس السلطة القضائية المركزية للبحرية
31. رئيس المنطقة الجوية الأولى
32. الأمين العام لديوان الملك
33. رئيس الغرفة العسكرية لمجلس ديوان الملك
34. الأمناء والموظفين المستوفين للأسبقية في وزاراتهم
35. رئيس جمعية مدريد
36. القائمين بأعمال السفراء
37. رئيس معهد أسبانيا
38. رئيس بروتوكول الدولة (مدير بروتوكول رئاسة الحكومة)
39. المديرون العامون والموظفون العاملون
40. وزراء حكومة مدريد الإقليمية
41. أعضاء مكتب جمعية مدريد
42. رئيس محكمة العدل العليا في مدريد
43. المدعي العام لمحكمة العدل العليا في مدريد
44. النواب والشيوخ في مدريد
45. رئيس جامعة كمبلوتنسي بمدريد (UCM)
46. عميد جامعة مدريد المستقلة (UAM)
47. عميد الجامعة التقنية في مدريد (UPM)
48. رئيس الجامعة الوطنية للتعليم عن بعد (UNED)
49. عميد جامعة القلعة
50. عميد جامعة كارلوس الثالث (UC3M)
51. رئيس جامعة ري خوان كارلوس (URJC)
52. نائب رئيس بلدية مدريد

## شاغلين المناصب
| الترتيب | المنصب                                                  | الصورة | شاغل المنصب                                                                                            |
| ------- | ------------------------------------------------------- | --- | --- |
| 1       | رأس الدولة                                              | | ملك إسبانيا فيليب السادس                                                                               |
| 2       | العائلة الملكية                                         | | ملكة إسبانيا ليتيزيا أورتيز روكاسولانو (بصفتها زوجة الملك الحاكم)                                      |
| 2       | العائلة الملكية                                         | | أميرة أستورياس ليونور دي تودوس لوس سانتوس دي بوربون أورتيز (بصفتها ولية العهد)                         |
| 2       | العائلة الملكية                                         | الأميرة صوفيا ليونور دي تودوس لوس سانتوس دي بوربون أورتيز (بصفتها ابنة الملك الحاكم)                                                                    | |
| 2       | الملك السابق وقرينته                                    | | الملك خوان كارلوس الأول (بصفته والد الملك الحاكم)                                                      |
| 2       | الملك السابق وقرينته                                    | | الملكة صوفيا مارغريت فيكتوريا فريدريكا (بصفتها والدة الملك الحاكم)                                     |
| 2       | إنفانتي أفراد العائلة الحاكمة حسب الترتيب في حق الخلافة | | دوقة لوغو إيلينا ماريا إيزابيل دومينيكا من سيلوس من بوربون واليونان (بصفتها الأخت الكبرى للملك الحاكم) |
| 2       | إنفانتي أفراد العائلة الحاكمة حسب الترتيب في حق الخلافة | الإنفانتا كريستينا فيديريكا بيكتوريا أنطونيا سانتاتيسما ترينيداد دي بوربون واليونان (بصفتها الأخت الصغرى للملك الحاكم)                                  | |
| 2       | إنفانتي أفراد العائلة الحاكمة حسب الترتيب في حق الخلافة | دوقة بطليوس الإنفانتا ماريا ديل بيلار ألفونسا خوانا فيكتوريا لويزا إغناسيا وكل القديسين بوربون و بوربون-صقلية (بصفتها عمة الملك الحاكم)                 | |
| 2       | إنفانتي أفراد العائلة الحاكمة حسب الترتيب في حق الخلافة | دوقة إرناني وسريا الإنفانتا مارغريتا ماريا دي لا فيكتوريا اسبيرانزا خاكوبا فيليسيدا بيبيتوا وكل القديسين بوربون وبوربون-صقلية (بصفتها عمة الملك الحاكم) | |
| 3       | رئيس الوزراء                                            | | ميريتيل باتيت                                                                                          |
| 4       | رئيس مجلس النواب                                        | | آنا باستور جوليان                                                                                      |
| 5       | رئيس مجلس الشيوخ                                        | | بيلار لوب                                                                                              |

## روابط خارجية
- المرسوم الملكي 2099/1983 (يتضمن التعديلات) BOE.es